# عشق (صوفية)

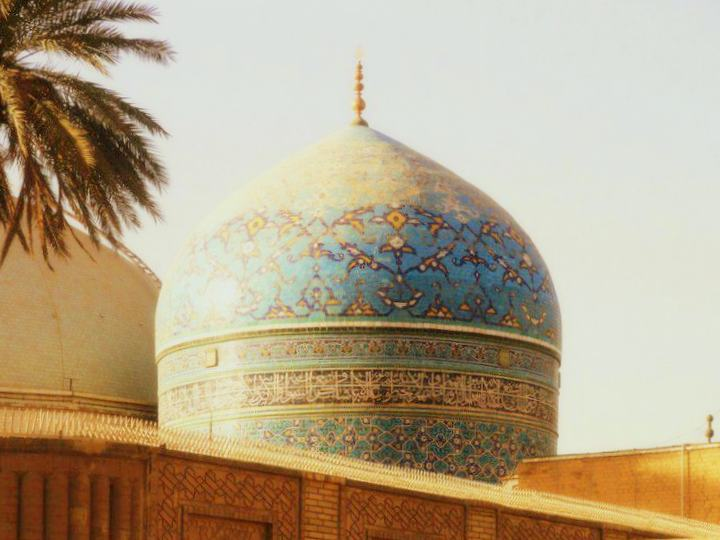
ضريح الشيخ عبد القادر الجيلاني الحسني في بغداد، العراق

العشق هو مبدأ تصوفي يدل على التعلق الشديد بالله. وهناك ثلاث أنواع من العشق في الصوفية: العشق المجازي، عشق الرسول والعشق الحقيقي. ولها مدلولات تتعلق بالحب.
لم يأتي ذكر كلمة العشق في القرآن الكريم، والذي استخدم بدلاً من ذلك مشتقات الجذر اللفظي (حَبَّ)، مثل الاسم حُبّ. بينما كلمة عشق فهي مستمدة تقليدياً من الجذر الشفوي عشق أي «تمسك، أو التصق بـ» ومتصلة بالاسم «العشقة» الذي يدل على نوع من اللبلاب الذي يذبل إن قطعته من شجرته. أو الذي يلتف حول غصون أخرى لا يمكن الفكاك منها من دون تدميرها. في التفسير الأكثر شيوعاً لها، تشير «عشق» إلى رغبة لا تقاوم للحصول وامتلاك المحبوب (أي المعشوق)، معربا عن وجود نقص ما عند هذا الحبيب (أي العاشق) يجب علاجه من أجل الوصول إليه (أي الكمال). مثل الكمال في الروح والجسد، والحب، هناك درجات هرمية للعشق، ولكن واقعها الأساسي التصوفي هو التطلع إلى الجمال (الحسن) الذي أظهره الله في العالم عندما خلق آدم على صورته الخاصة. اكتسب المفهوم الإسلامي للحب أبعادًا أخرى من وجهة النظر المتأثرة باليونانية ومفادها أن مفاهيم الجمال والخير والحقيقة (الحق) «تعود إلى وحدة واحدة غير قابلة للذوبان».
تم تقسيم الحب عند المؤلفين المسلمين الكلاسيكيين، على ثلاثة خطوط مفاهيمية، صُممت وفق تراتيبة هرمية متقنة هي: الحب، الحب الفكري والحب الإلهي. وصف إبن حزم في كتابه «طوق الحمامة» بإسهاب نمو المودة إلى حب عاطفي سماه العشق يستخدم المصطلح عشق على نطاق واسع في الشعر والأدب الصوفي لوصف حبهم الغير أناني لله لدرجة الاحتراق به أو الفناء فيه. هذا هو المفهوم الأساسي في عقيدة التصوف الإسلامي لأنه مفتاح العلاقة بين الإنسان والله. ويعتبر العشق نفسه أساس «الخلق».

## في الصوفية
في السياق الديني، يقسم العشق إلى ثلاثة أنواع وهو مفهومً مهمً جدا في الصوفية ولكنه معقد إلى حد ما.

### العشق المجازي
العشق المجازي هو حب مخلوقات الله، مثل حب الرجل لإمرأته أو حب المرأة لمحبوبها. وبما أن هذا الحب يعتمد على الجمال للمادي للمحبوب ويكون دافعة اللذة، يعتبر من الخطايا. في الفقر الصوفي، يحاول توجيه هذا العشق باتجاّ المرشد فيسمى «عشق المرشد» الذي هو موطئة لعشق محمد النبي.

### عشق الرسول
عشق الرسول هو حب النبي محمد ويعتبر جزء مهما ليكون الفرد مسلماً. في التصوف يتطور العشق المجازي ليصبح عشقا للرسول ويتم تطوير الإحساس المكثف للعشق باتجاه محمد. كل أشكال الخلق الموجودة هو في الواقع تعبد الخالق. بما أن محمد هو أكثر المحبوبين إلى الله، فإن العاشق الحقيقي يشعر بشق تجاه الرسول حتى «يصبح النبي أغلى منه من حياته وزوجاته وأطفاله ومنزله ورجاله وكل شيء دنيوي آخر». يعتقد الصوفيون اعتقادا راسخا أن أرواح الخلق بأسره تم إنشاؤها من روح محمد. ولهذا فإن الروح المطهرة للحبيب تتوق إلى العودة إليه. هذه هي الخبرة التي يشدوا اليها المريد ليصل إلى مستوى يشهد به انعكاسًا لكل صفات الله داخل محمد.

### العشق الحقيقي
العشق الحقيقي يعني"حب الله". إنه يشير إلى الاعتقاد بأن الله وحده يستحق المحبة وهو الوحيد الذي يمكن أن يعيد حب مخلوقه له. لا يشعر الباحثون عن الله إلا بالبهجة الداخلية التي يكون موضعها القلب فقط، وهي نوع من الإحساس السادس بالإضافة للأحاسيس الخمسة. وهذه الحاسة السادسة هي ما تفرق الإنسان عن بقية الخلق فالرؤية الداخلية لا تكون إلا للإنسان. أي أن الرؤية الداخلية لا تكون إلا للإنسان
«وَمِنَ النَّاسِ مَن يَتَّخِذُ مِن دُونِ اللَّهِ أَندَادًا يُحِبُّونَهُمْ كَحُبِّ اللَّهِ ۖ وَالَّذِينَ آمَنُوا أَشَدُّ حُبًّا لِّلَّهِ ۗ وَلَوْ يَرَى الَّذِينَ ظَلَمُوا إِذْ يَرَوْنَ الْعَذَابَ أَنَّ الْقُوَّةَ لِلَّهِ جَمِيعًا وَأَنَّ اللَّهَ شَدِيدُ الْعَذَابِ». (البقرة 165)